# Arothron manilensis
Arothron manilensis е вид лъчеперка от семейство Tetraodontidae. Видът не е застрашен от изчезване.

## Разпространение
Разпространен е в Австралия, Вануату, Гуам, Индонезия, Кирибати, Малайзия, Маршалови острови, Микронезия, Науру, Нова Каледония, Палау, Папуа Нова Гвинея, Провинции в КНР, Самоа, Северна Корея, Северни Мариански острови, Соломонови острови, Острови Спратли, Тайван, Тонга, Тувалу, Уолис и Футуна, Фиджи, Филипини, Южна Корея и Япония.